# Équipe d'Algérie de football en 2023
Maillots
Actualités
En 2023, l'équipe d'Algérie de football participe aux Qualifications à la Coupe d'Afrique 2023 et Éliminatoires de la zone Afrique de la Coupe du monde de football 2026.

## Déroulement de la saison

### Objectifs
L'objectif principal pour cette saison 2023, fixé par la Fédération algérienne de football, est la qualification pour la phase finale de la coupe d'Afrique 2023, et un bon départ pour les éliminatoires de la Coupe du monde 2026.

### Résumé de la saison
Cette année 2023 voit les premières sélections de Rayan Aït-Nouri, Farès Chaïbi, Badredine Bouanani, Kévin Guitoun, Jaouen Hadjam, Zineddine Belaïd, Aymen Mahious, Himad Abdelli, Houssem Aouar, Amine Gouiri et Yasser Larouci.

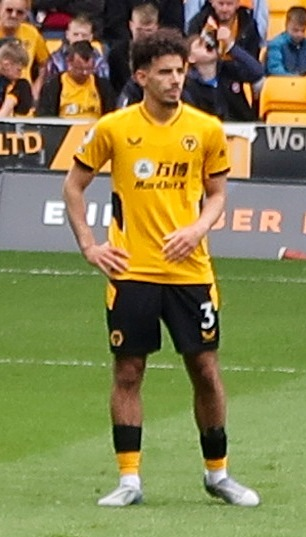
Rayan Aït-Nouri
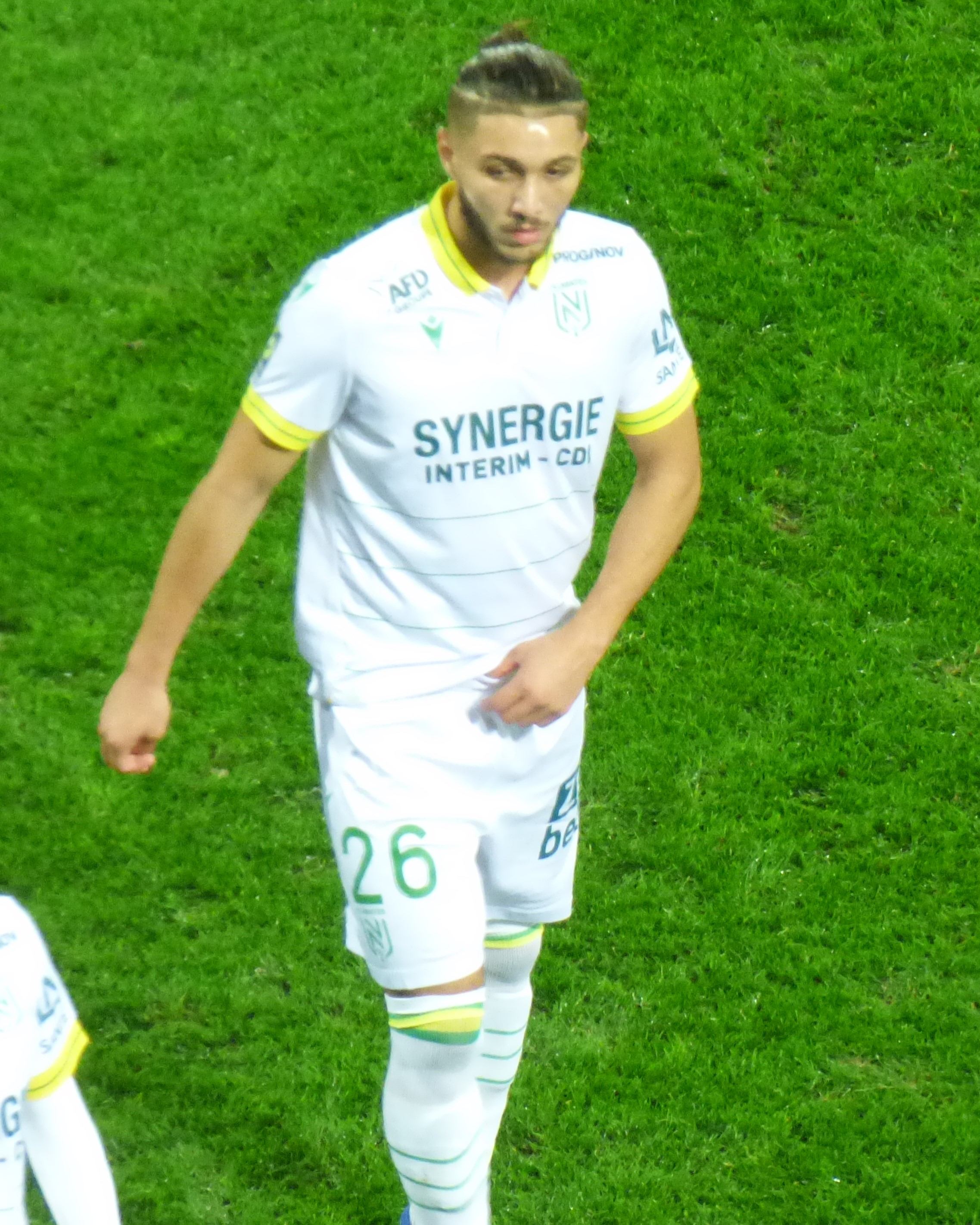
Jaouen Hadjam
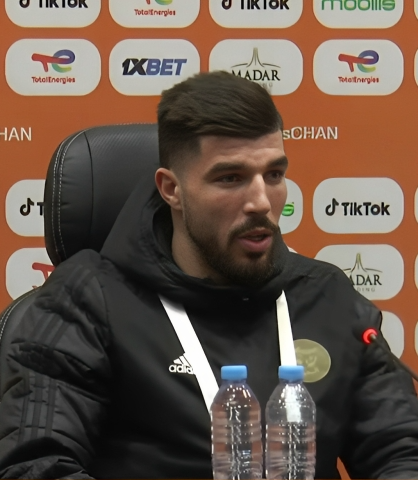
Aymen Mahious
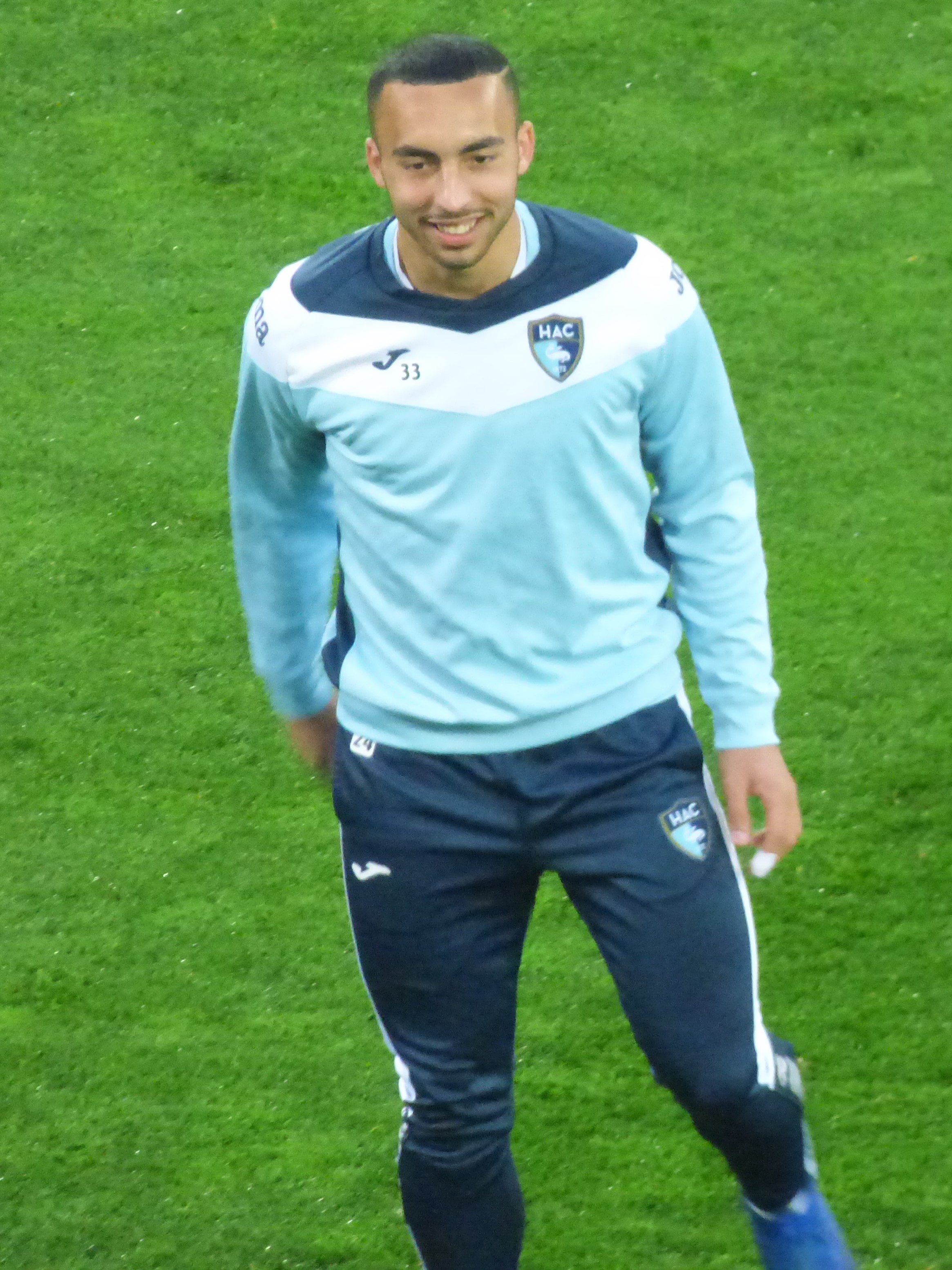
Himad Abdelli
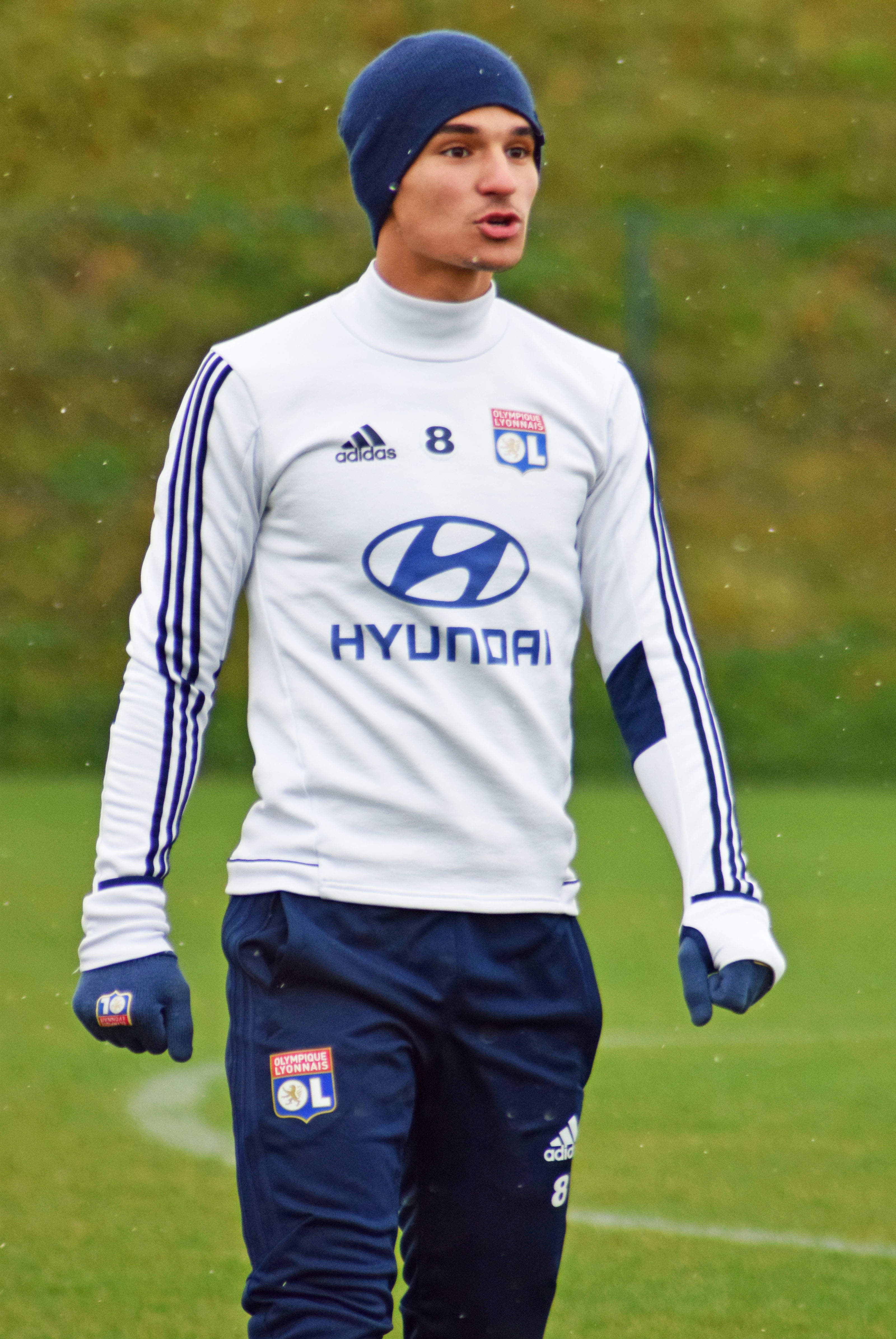
Houssem Aouar
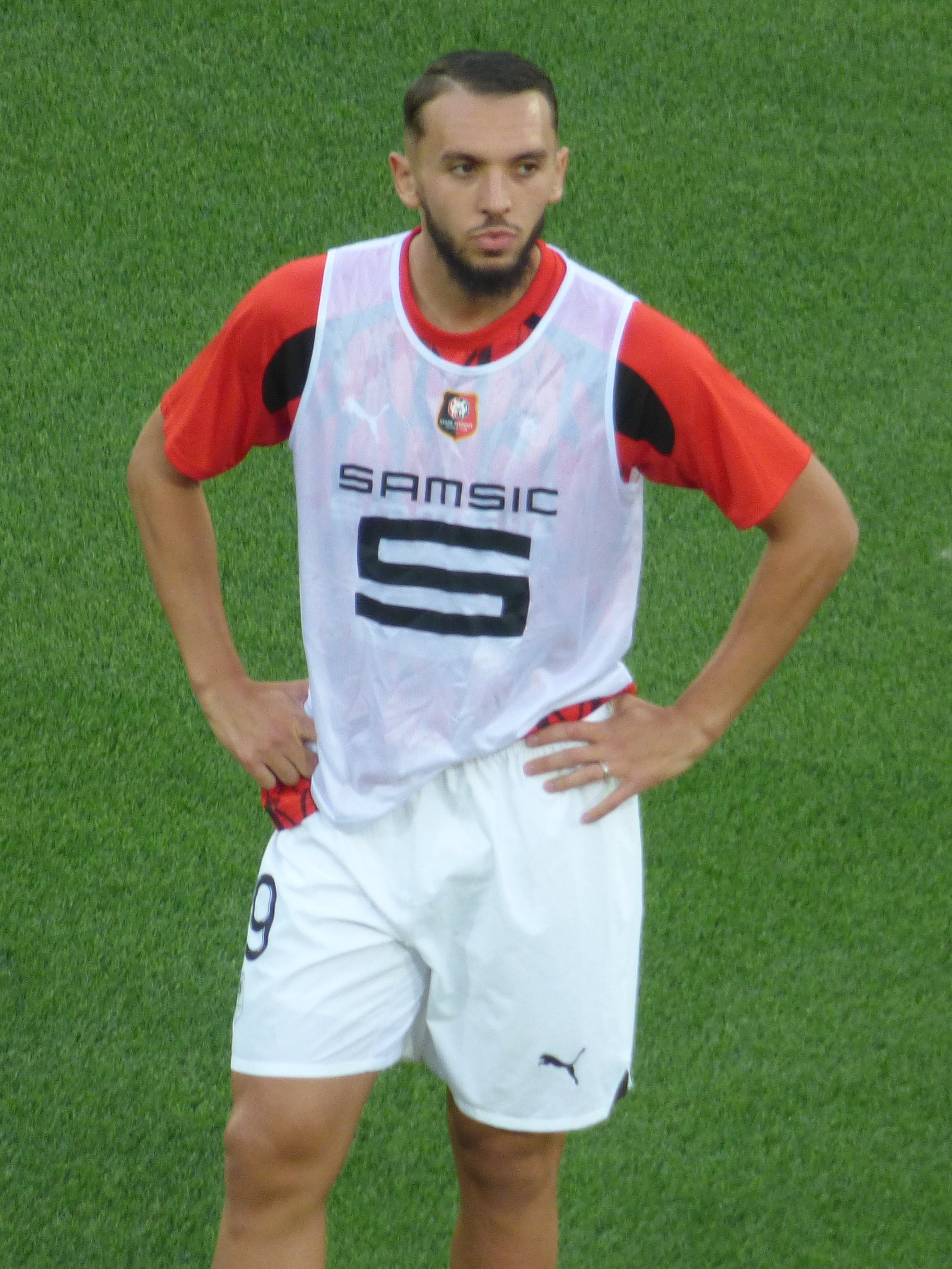
Amine Gouiri
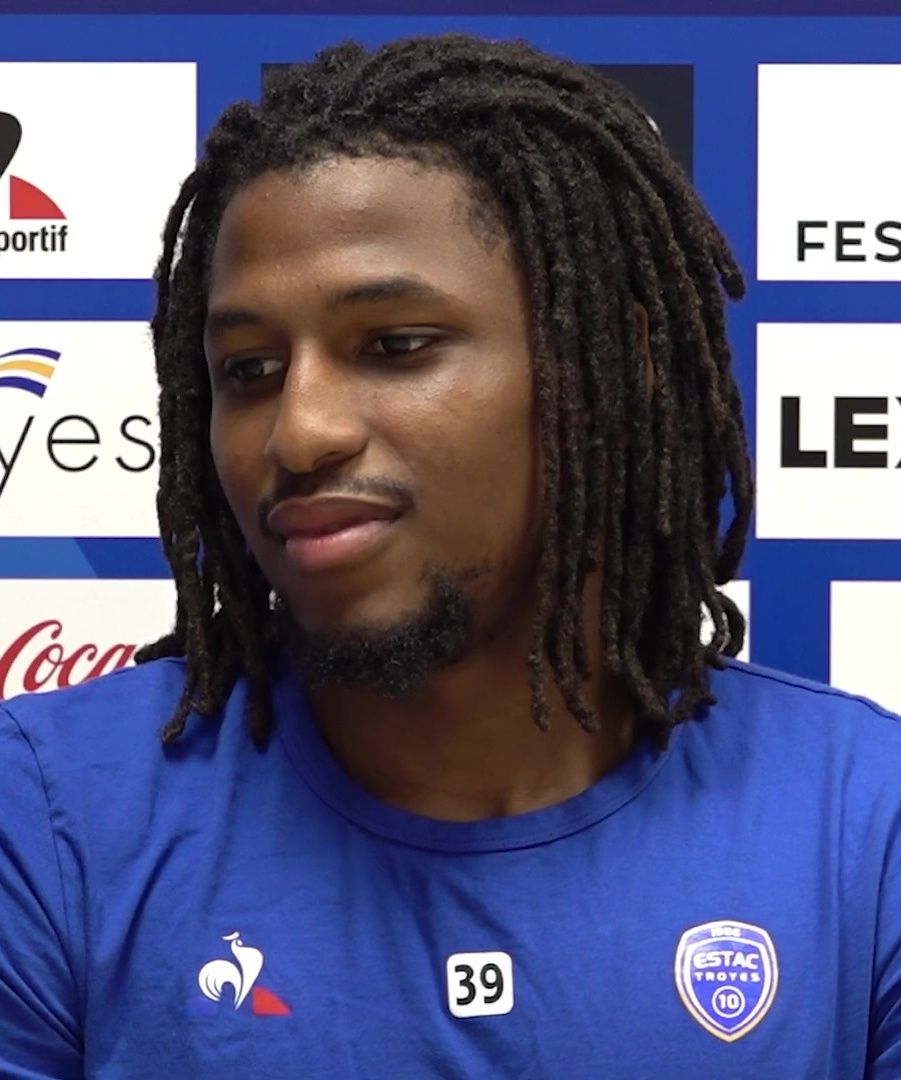
Yasser Larouci

### Classement FIFA 2023
Le tableau ci-dessous présente les coefficients mensuels de l'équipe d'Algérie publiés par la FIFA durant l'année 2023.
| Mois | Janvier | Février | Mars | Avril | Mai | Juin | Juillet | Août | Septembre | Octobre | Novembre | Décembre |
| Rang | 40      | 40      | 40   | 34    | 34  | 33   | 33      | 33   | 34        | 33      | 30       | 30       |

### Classement de la CAF
Le tableau ci-dessous présente les coefficients mensuels de l'équipe d'Algérie dans la CAF publiés par la FIFA durant l'année 2023.
| Mois | Janvier | Février | Mars | Avril | Mai | Juin | Juillet | Août | Septembre | Octobre | Novembre | Décembre |
| Rang | 7       | 7       | 7    | 4     | 4   | 4    | 4       | 4    | 4         | 4       | 4        | 4        |

### Bilan
| Rang | Équipe  | Pts | J  | G | N | P | Bp | Bc | Diff |
| ---- | ------- | --- | -- | - | - | - | -- | -- | ---- |
| #    | Algérie | 24  | 10 | 7 | 3 | 0 | 18 | 6  | +12  |

## Joueurs et encadrement

### Appelés récemment
Les joueurs suivants ne font pas partie du dernier groupe appelé mais ont été retenus en équipe nationale lors des 12 derniers mois.
Les joueurs qui comportent le signe , sont blessés au moment de la dernière convocation, et qui comportent le signe RET sont retraité.
| Pos. | Nom                | Date de Naissance | Sél. | Buts | Club             | Dernier appel                 |
| ---- | ------------------ | ----------------- | ---- | ---- | ---------------- | ----------------------------- |
| A    | Saïd Benrahma      | 10 août 1995      | 25   | 1    | West Ham United  | vs Égypte, 16 octobre 2023    |
| A    | Badredine Bouanani | 8 décembre 2004   | 5    | 0    | OGC Nice         | vs Égypte, 16 octobre 2023    |
| A    | Bachir Belloumi    | 1er juin 2002     | 0    | 0    | SC Farense       | vs Égypte, 16 octobre 2023    |
| M    | Adem Zorgane       | 6 janvier 2000    | 13   | 0    | Charleroi SC     | vs Égypte, 16 octobre 2023    |
| M    | Abdelkahar Kadri   | 24 juin 2000      | 3    | 0    | KV Courtrai      | vs Égypte, 16 octobre 2023    |
| D    | Haithem Loucif     | 8 juillet 1996    | 3    | 0    | Yverdon-Sport FC | vs Égypte, 16 octobre 2023    |
| A    | Aymen Mahious      | 15 septembre 1997 | 2    | 0    | Yverdon-Sport FC | vs Sénégal, 12 septembre 2023 |
| M    | Himad Abdelli      | 17 novembre 1999  | 3    | 0    | Angers SCO       | vs Sénégal, 12 septembre 2023 |
| D    | Mehdi Léris        | 23 mai 1998       | 4    | 0    | Stoke City       | vs Tunisie, 20 juin 2023      |
| M    | Oussama Chita      | 31 octobre 1996   | 3    | 0    | USM Alger        | vs Ouganda, 18 juin 2023      |
| M    | Haris Belkebla     | 28 janvier 1994   | 11   | 0    | Ohod FC          | vs Ouganda, 18 juin 2023      |
| D    | Jaouen Hadjam      | 26 mars 2003      | 2    | 0    | FC Nantes        | vs Ouganda, 18 juin 2023      |
| D    | Zineddine Belaïd   | 20 mars 1999      | 1    | 0    | USM Alger        | vs Ouganda, 18 juin 2023      |
| A    | Andy Delort        | 9 octobre 1991    | 15   | 2    | Umm Salal SC     | vs Niger, 27 mars 2023        |
| A    | Youcef Belaïli     | 14 mars 1992      | 49   | 9    | MC Alger         | vs Niger, 27 mars 2023        |
| M    | Ismaël Bennacer    | 1er décembre 1997 | 46   | 2    | AC Milan         | vs Niger, 27 mars 2023        |
| G    | Alexandre Oukidja  | 19 juin 1988      | 6    | 0    | FC Metz          | vs Niger, 27 mars 2023        |

## Matchs
| Date              | Stade, Ville, Pays                                | Adversaire | Score | Compétition | Buteurs algériens :                                         | Classement Fifa |
| ----------------- | ------------------------------------------------- | ---------- | ----- | ----------- | ----------------------------------------------------------- | --------------- |
| 23 mars 2023      | Stade Nelson-Mandela Alger, Algérie               | Niger      | 2 - 1 | QCAN 2023   | Alhassane 54e (csc), Mahrez 88e                             | 40e             |
| 27 mars 2023      | Stade olympique de Radès Tunis, Tunisie           | Niger      | 0 - 1 | QCAN 2023   | Bounedjah 6e                                                | 40e             |
| 18 juin 2023      | Complexe multisports de Japoma Douala, Cameroun   | Ouganda    | 1 - 2 | QCAN 2023   | Amoura 42e 66e                                              | 34e             |
| 20 juin 2023      | Stade du 19-Mai-1956 Annaba, Algérie              | Tunisie    | 1 - 1 | A           | Mahrez 38e (pen.)                                           | 34e             |
| 7 septembre 2023  | Stade du 19-Mai-1956 Annaba, Algérie              | Tanzanie   | 0 - 0 | QCAN 2023   |                                                             | 33e             |
| 12 septembre 2023 | Stade Abdoulaye-Wade Dakar, Sénégal               | Sénégal    | 0 - 1 | A           | Chaïbi 64e                                                  | 33e             |
| 12 octobre 2023   | Stade Chahid-Hamlaoui Constantine, Algérie        | Cap-Vert   | 5 - 1 | A           | Amoura 12e, Aouar 39e 41e, Zerrouki 61e, Slimani 89e (pen.) | 34e             |
| 16 octobre 2023   | Stade Hazza-ben-Zayed Al Ain, Émirats arabes unis | Égypte     | 1 - 1 | A           | Slimani 90+3e                                               | 34e             |
| 16 novembre 2023  | Stade Nelson-Mandela Alger, Algérie               | Somalie    | 3 - 1 | ECDM 2026   | Abdi 2e (csc), Bounedjah 31e, Slimani 80e                   | 33e             |
| 19 novembre 2023  | Stade national de Maputo Maputo, Mozambique       | Mozambique | 0 - 2 | ECDM 2026   | Chaïbi 69e, Zerrouki 80e                                    | 33e             |

Légende: A : Match amical / QCAN 2023 : Qualifications à la Coupe d'Afrique des nations de football 2023 / ECDM 2026 : Éliminatoires de la zone Afrique de la Coupe du monde de football 2026

## Qualifications à la Coupe d'Afrique des nations de football 2023

### Groupe F
| Rang | Équipe   | Pts | J | G | N | P | Bp | Bc | Diff |  | Résultats (▼ dom., ► ext.) |     |     |     |     |
| ---- | -------- | --- | - | - | - | - | -- | -- | ---- |  | -------------------------- | --- | --- | --- | --- |
| 1    | Algérie  | 16  | 6 | 5 | 1 | 0 | 9  | 2  | +7   |  | Algérie                    |     | 0-0 | 2-0 | 2-1 |
| 2    | Tanzanie | 8   | 6 | 2 | 2 | 2 | 3  | 4  | -1   |  | Tanzanie                   | 0-2 |     | 0-1 | 1-0 |
| 3    | Ouganda  | 7   | 6 | 2 | 1 | 3 | 5  | 6  | -1   |  | Ouganda                    | 1-2 | 0-1 |     | 1-1 |
| 4    | Niger    | 2   | 6 | 0 | 2 | 4 | 3  | 8  | -5   |  | Niger                      | 0-1 | 1-1 | 0-2 |     |

| Titulaires : |  |
| |  |
| 23 • Anthony Mandrea · 2 • Aïssa Mandi · 5 • Ahmed Touba 46e · 3 • Rayan Aït-Nouri · 12 • Mehdi Léris 45e · 8 • Nabil Bentaleb 78e · 22 • Ismaël Bennacer · 14 • Hicham Boudaoui 46e · 10 • Youcef Belaïli 69e · 7 • Riyad Mahrez · 11 • Andy Delort 46e · |  |
| Remplaçants : |  |
| 21 • Ramy Bensebaïni 46e · 18 • Mohammed Amoura 46e · 9 • Baghdad Bounedjah 46e · 20 • Farès Chaïbi 69e · 13 • Badredine Bouanani 78e · |  |
| Sélectionneur : |  |
| Djamel Belmadi |  |

| Titulaires : |  |
| |  |
| 22 • Mahamadou Tandja 82e · 2 • Rahim Alhassane · 15 • Abdoulaye Katkoré · 18 • Ousmane Diabaté · 14 • Abdoulaye Karim Doudou · 24 • Najeeb Yakubu · 23 • Abdoul Madjid Moumouni · 11 • Amadou Wonkoye 78e · 12 • Abdoul Moumouni 78e · 9 • Abdoul Aziz Ibrahim 26e · 3 • Daniel Sosah · |  |
| Remplaçants : |  |
| 10 • Victorien Adebayor 26e 72e · 4 • Zakariya Souleymane 72e · 6 • Adamou Ibrahim Djibo 78e · |  |
| Sélectionneur : |  |
| Jean-Michel Cavalli |  |

| Titulaires : |  |
| |  |
| 23 • Anthony Mandrea · 2 • Aïssa Mandi · 5 • Ahmed Touba 46e · 3 • Rayan Aït-Nouri · 12 • Mehdi Léris 45e · 8 • Nabil Bentaleb 78e · 22 • Ismaël Bennacer · 14 • Hicham Boudaoui 46e · 10 • Youcef Belaïli 69e · 7 • Riyad Mahrez · 11 • Andy Delort 46e · |  |
| Remplaçants : |  |
| 21 • Ramy Bensebaïni 46e · 18 • Mohammed Amoura 46e · 9 • Baghdad Bounedjah 46e · 20 • Farès Chaïbi 69e · 13 • Badredine Bouanani 78e · |  |
| Sélectionneur : |  |
| Djamel Belmadi |  |

| Titulaires : |  |
| |  |
| 22 • Mahamadou Tandja 82e · 2 • Rahim Alhassane · 15 • Abdoulaye Katkoré · 18 • Ousmane Diabaté · 14 • Abdoulaye Karim Doudou · 24 • Najeeb Yakubu · 23 • Abdoul Madjid Moumouni · 11 • Amadou Wonkoye 78e · 12 • Abdoul Moumouni 78e · 9 • Abdoul Aziz Ibrahim 26e · 3 • Daniel Sosah · |  |
| Remplaçants : |  |
| 10 • Victorien Adebayor 26e 72e · 4 • Zakariya Souleymane 72e · 6 • Adamou Ibrahim Djibo 78e · |  |
| Sélectionneur : |  |
| Jean-Michel Cavalli |  |

| Titulaires : |  |
| |  |
| 22 • Mahamadou Tandja · 2 • Rahim Alhassane 87e · 15 • Abdoulaye Katkoré 46e · 18 • Ousmane Diabaté · 14 • Abdoulaye Karim Doudou 83e · 24 • Najeeb Yakubu 52e · 25 • Zakari Junior Lambo 22e · 4 • Zakariya Souleymane 46e · 23 • Abdoul Madjid Moumouni · 8 • Amadou Sabo 83e · 3 • Daniel Sosah · |  |
| Remplaçants : |  |
| 17 • Yac Diori 22e · 5 • Abdoul Garba 46e · 10 • Victorien Adebayor 83e · 13 • Ousseini Badamassi 83e · 20 • Boubacar Hainikoye 87e · |  |
| Sélectionneur : |  |
| Jean-Michel Cavalli |  |

| Titulaires : |  |
| |  |
| 1 • Moustapha Zeghba · 23 • Kévin Guitoun · 4 • Mohamed Tougaï · 21 • Ramy Bensebaïni · 15 • Jaouen Hadjam · 6 • Ramiz Zerrouki 81e · 22 • Ismaël Bennacer 64e 42e · 20 • Farès Chaïbi · 7 • Riyad Mahrez 74e · 9 • Baghdad Bounedjah 64e · 11 • Andy Delort 74e 27e · |  |
| Remplaçants : |  |
| 10 • Youcef Belaïli 64e · 8 • Nabil Bentaleb 64e 84e · 18 • Mohammed Amoura 74e · 13 • Badredine Bouanani 74e · 17 • Abdelkahar Kadri 81e · |  |
| Sélectionneur : |  |
| Djamel Belmadi |  |

| Titulaires : |  |
| |  |
| 22 • Mahamadou Tandja · 2 • Rahim Alhassane 87e · 15 • Abdoulaye Katkoré 46e · 18 • Ousmane Diabaté · 14 • Abdoulaye Karim Doudou 83e · 24 • Najeeb Yakubu 52e · 25 • Zakari Junior Lambo 22e · 4 • Zakariya Souleymane 46e · 23 • Abdoul Madjid Moumouni · 8 • Amadou Sabo 83e · 3 • Daniel Sosah · |  |
| Remplaçants : |  |
| 17 • Yac Diori 22e · 5 • Abdoul Garba 46e · 10 • Victorien Adebayor 83e · 13 • Ousseini Badamassi 83e · 20 • Boubacar Hainikoye 87e · |  |
| Sélectionneur : |  |
| Jean-Michel Cavalli |  |

| Titulaires : |  |
| |  |
| 1 • Moustapha Zeghba · 23 • Kévin Guitoun · 4 • Mohamed Tougaï · 21 • Ramy Bensebaïni · 15 • Jaouen Hadjam · 6 • Ramiz Zerrouki 81e · 22 • Ismaël Bennacer 64e 42e · 20 • Farès Chaïbi · 7 • Riyad Mahrez 74e · 9 • Baghdad Bounedjah 64e · 11 • Andy Delort 74e 27e · |  |
| Remplaçants : |  |
| 10 • Youcef Belaïli 64e · 8 • Nabil Bentaleb 64e 84e · 18 • Mohammed Amoura 74e · 13 • Badredine Bouanani 74e · 17 • Abdelkahar Kadri 81e · |  |
| Sélectionneur : |  |
| Djamel Belmadi |  |

| Titulaires : |  |
| |  |
| 18 • Jamal Salim · 3 • Aziz Kayondo · 15 • Halid Lwaliwa · 22 • Fred Gift · 4 • Kenneth Semakula · 13 • Milton Karisa 57e · 6 • Bobosi Byaruhanga 44e 46e · 8 • Khalid Aucho · 17 • Rogers Mato · 7 • Emmanuel Okwi 68e · 10 • Farouk Miya 67e · |  |
| Remplaçants : |  |
| 9 • Fahad Bayo 46e · 24 • Richard Basangwa 57e · 11 • Isma Mugulusi 67e · 20 • Travis Mutyaba 68e · |  |
| Sélectionneur : |  |
| Milutin Sredojevic |  |

| Titulaires : |  |
| |  |
| 23 • Anthony Mandrea 90+1e · 17 • Haithem Loucif · 15 • Zineddine Belaïd · 21 • Ramy Bensebaïni · 3 • Jaouen Hadjam · 6 • Oussama Chita 65e · 14 • Haris Belkebla · 19 • Himad Abdelli 65e · 20 • Badredine Bouanani 65e · 18 • Mohamed Amoura 70e · 16 • Aymen Mahious 70e · |  |
| Remplaçants : |  |
| 7 • Riyad Mahrez 65e · 8 • Nabil Bentaleb 65e · 11 • Houssem Aouar 65e · 10 • Saïd Benrahma 70e · 13 • Islam Slimani 70e · |  |
| Sélectionneur : |  |
| Djamel Belmadi |  |

| Titulaires : |  |
| |  |
| 18 • Jamal Salim · 3 • Aziz Kayondo · 15 • Halid Lwaliwa · 22 • Fred Gift · 4 • Kenneth Semakula · 13 • Milton Karisa 57e · 6 • Bobosi Byaruhanga 44e 46e · 8 • Khalid Aucho · 17 • Rogers Mato · 7 • Emmanuel Okwi 68e · 10 • Farouk Miya 67e · |  |
| Remplaçants : |  |
| 9 • Fahad Bayo 46e · 24 • Richard Basangwa 57e · 11 • Isma Mugulusi 67e · 20 • Travis Mutyaba 68e · |  |
| Sélectionneur : |  |
| Milutin Sredojevic |  |

| Titulaires : |  |
| |  |
| 23 • Anthony Mandrea 90+1e · 17 • Haithem Loucif · 15 • Zineddine Belaïd · 21 • Ramy Bensebaïni · 3 • Jaouen Hadjam · 6 • Oussama Chita 65e · 14 • Haris Belkebla · 19 • Himad Abdelli 65e · 20 • Badredine Bouanani 65e · 18 • Mohamed Amoura 70e · 16 • Aymen Mahious 70e · |  |
| Remplaçants : |  |
| 7 • Riyad Mahrez 65e · 8 • Nabil Bentaleb 65e · 11 • Houssem Aouar 65e · 10 • Saïd Benrahma 70e · 13 • Islam Slimani 70e · |  |
| Sélectionneur : |  |
| Djamel Belmadi |  |

| Titulaires : |  |
| |  |
| 23 • Anthony Mandrea · 3 • Rayan Aït-Nouri · 4 • Mohamed Tougaï · 2 • Aïssa Mandi · 15 • Kévin Guitoun · 19 • Adem Zorgane 72e · 16 • Abdelkahar Kadri 71e · 17 • Himad Abdelli 68e · 8 • Farès Chaïbi · 11 • Badredine Bouanani 68e · 13 • Aymen Mahious 68e · |  |
| Remplaçants : |  |
| 22 • Saïd Benrahma 68e · 18 • Mohammed Amoura 68e 90+3e · 7 • Riyad Mahrez 68e · 14 • Hicham Boudaoui 71e · 6 • Ramiz Zerrouki 72e 80e · |  |
| Sélectionneur : |  |
| Djamel Belmadi |  |

| Titulaires : |  |
| |  |
| 30 • Beno Kakolanya · 5 • Dickson Job · 6 • Bakari Mwamnyeto · 4 • Ibrahim Hamad · 25 • Novatus Miroshi · 2 • Haji Mnoga · 17 • Sospeter Bajana 55e · 19 • Mzamiru Yassin 90e · 21 • Clement Franses Mzize 54e · 11 • Kibu Denis · 12 • Simon Happygod Msuva 90+4e · |  |
| Remplaçants : |  |
| 9 • Abdul Hamisi Suleiman 54e 75e · 7 • Himid Mao 75e · 14 • John Bocco 90+4e · |  |
| Sélectionneur : |  |
| Adel Amrouche |  |

| Titulaires : |  |
| |  |
| 23 • Anthony Mandrea · 3 • Rayan Aït-Nouri · 4 • Mohamed Tougaï · 2 • Aïssa Mandi · 15 • Kévin Guitoun · 19 • Adem Zorgane 72e · 16 • Abdelkahar Kadri 71e · 17 • Himad Abdelli 68e · 8 • Farès Chaïbi · 11 • Badredine Bouanani 68e · 13 • Aymen Mahious 68e · |  |
| Remplaçants : |  |
| 22 • Saïd Benrahma 68e · 18 • Mohammed Amoura 68e 90+3e · 7 • Riyad Mahrez 68e · 14 • Hicham Boudaoui 71e · 6 • Ramiz Zerrouki 72e 80e · |  |
| Sélectionneur : |  |
| Djamel Belmadi |  |

| Titulaires : |  |
| |  |
| 30 • Beno Kakolanya · 5 • Dickson Job · 6 • Bakari Mwamnyeto · 4 • Ibrahim Hamad · 25 • Novatus Miroshi · 2 • Haji Mnoga · 17 • Sospeter Bajana 55e · 19 • Mzamiru Yassin 90e · 21 • Clement Franses Mzize 54e · 11 • Kibu Denis · 12 • Simon Happygod Msuva 90+4e · |  |
| Remplaçants : |  |
| 9 • Abdul Hamisi Suleiman 54e 75e · 7 • Himid Mao 75e · 14 • John Bocco 90+4e · |  |
| Sélectionneur : |  |
| Adel Amrouche |  |

## Matchs Amicaux
| Sélectionneur : |
| Djamel Belmadi  |

| Sélectionneur : |
| Jalel Kadri     |

| Sélectionneur : |
| Djamel Belmadi  |

| Sélectionneur : |
| Jalel Kadri     |

| Sélectionneur : |
| Aliou Cissé     |

| Sélectionneur : |
| Djamel Belmadi  |

| Sélectionneur : |
| Aliou Cissé     |

| Sélectionneur : |
| Djamel Belmadi  |

| Sélectionneur : |
| Djamel Belmadi  |

| Sélectionneur : |
| Bubista         |

| Sélectionneur : |
| Djamel Belmadi  |

| Sélectionneur : |
| Bubista         |

| Sélectionneur : |
| Rui Vitória     |

| Sélectionneur : |
| Djamel Belmadi  |

| Sélectionneur : |
| Rui Vitória     |

| Sélectionneur : |
| Djamel Belmadi  |

## Éliminatoires de la zone Afrique de la Coupe du monde de football 2026

### Groupe G
| Titulaires : |  |
| |  |
| 23 • Anthony Mandrea · 12 • Yasser Larouci · 2 • Aïssa Mandi · 4 • Mohamed Tougaï · 20 • Youcef Atal 46e · 6 • Ramiz Zerrouki · 11 • Houssem Aouar · 17 • Farès Chaïbi 61e · 7 • Riyad Mahrez 46e · 19 • Amine Gouiri 46e · 9 • Baghdad Bounedjah 68e · |  |
| Remplaçants : |  |
| 3 • Kévin Guitoun 46e · 18 • Mohammed Amoura 46e · 22 • Adam Ounas 46e · 14 • Farès Chaïbi 61e · 13 • Islam Slimani 68e · |  |
| Sélectionneur : |  |
| Djamel Belmadi |  |

| Titulaires : |  |
| |  |
| 13 • Mustaf Yuusuf · 2 • Abdirizak Mohamed 75e · 15 • Saadiq Elmi · 8 • Isse Ismail 70e · 4 • Isse Ibrahim · 5 • Ayuub Abdi · 6 • Omar Jama · 12 • Yusuf Ahmed 71e · 10 • Ibrahim Ilyas 82e · 7 • Hussein Mohamed 46e · 16 • Issa Abatari 82e · |  |
| Remplaçants : |  |
| 17 • Sak Hassan 46e · 20 • Abdulkadir Sidow 70e · 11 • Farhan Ahmed 71e · 9 • Mahad Abdulkadir 82e · 21 • Adan Anes 82e · |  |
| Sélectionneur : |  |
| Rachid Lousteque |  |

| Titulaires : |  |
| |  |
| 23 • Anthony Mandrea · 12 • Yasser Larouci · 2 • Aïssa Mandi · 4 • Mohamed Tougaï · 20 • Youcef Atal 46e · 6 • Ramiz Zerrouki · 11 • Houssem Aouar · 17 • Farès Chaïbi 61e · 7 • Riyad Mahrez 46e · 19 • Amine Gouiri 46e · 9 • Baghdad Bounedjah 68e · |  |
| Remplaçants : |  |
| 3 • Kévin Guitoun 46e · 18 • Mohammed Amoura 46e · 22 • Adam Ounas 46e · 14 • Farès Chaïbi 61e · 13 • Islam Slimani 68e · |  |
| Sélectionneur : |  |
| Djamel Belmadi |  |

| Titulaires : |  |
| |  |
| 13 • Mustaf Yuusuf · 2 • Abdirizak Mohamed 75e · 15 • Saadiq Elmi · 8 • Isse Ismail 70e · 4 • Isse Ibrahim · 5 • Ayuub Abdi · 6 • Omar Jama · 12 • Yusuf Ahmed 71e · 10 • Ibrahim Ilyas 82e · 7 • Hussein Mohamed 46e · 16 • Issa Abatari 82e · |  |
| Remplaçants : |  |
| 17 • Sak Hassan 46e · 20 • Abdulkadir Sidow 70e · 11 • Farhan Ahmed 71e · 9 • Mahad Abdulkadir 82e · 21 • Adan Anes 82e · |  |
| Sélectionneur : |  |
| Rachid Lousteque |  |

| Titulaires : |  |
| |  |
| 1 • Ernâni · 5 • Bruno Langa · 3 • David Malembana · 17 • Mexer · 15 • Domingos Macandza · 21 • Ricardo Guimarães · 23 • Shaquille 82e · 18 • Gildo Lourenço 67e · 7 • Dominguês 90+4e · 10 • Clésio 67e · 13 • Stanley Ratifo 73e · |  |
| Remplaçants : |  |
| 11 • Jonathan Muiomo 67e · 9 • Nélson Divrassone 67e · 19 • Lau King 73e · 20 • João Bonde 82e · |  |
| Sélectionneur : |  |
| Chiquinho Conde |  |

| Titulaires : |  |
| |  |
| 23 • Anthony Mandrea · 15 • Rayan Aït-Nouri · 21 • Ramy Bensebaïni 50e · 2 • Aïssa Mandi 14e · 20 • Youcef Atal · 8 • Nabil Bentaleb · 17 • Farès Chaïbi · 10 • Sofiane Feghouli 74e · 7 • Riyad Mahrez 74e · 19 • Amine Gouiri 46e · 13 • Islam Slimani 17e · |  |
| Remplaçants : |  |
| 4 • Mohamed Tougaï 14e · 18 • Mohammed Amoura 17e 76e · 14 • Hicham Boudaoui 46e · 6 • Ramiz Zerrouki 74e · 22 • Adam Ounas 74e · |  |
| Sélectionneur : |  |
| Djamel Belmadi |  |

| Titulaires : |  |
| |  |
| 1 • Ernâni · 5 • Bruno Langa · 3 • David Malembana · 17 • Mexer · 15 • Domingos Macandza · 21 • Ricardo Guimarães · 23 • Shaquille 82e · 18 • Gildo Lourenço 67e · 7 • Dominguês 90+4e · 10 • Clésio 67e · 13 • Stanley Ratifo 73e · |  |
| Remplaçants : |  |
| 11 • Jonathan Muiomo 67e · 9 • Nélson Divrassone 67e · 19 • Lau King 73e · 20 • João Bonde 82e · |  |
| Sélectionneur : |  |
| Chiquinho Conde |  |

| Titulaires : |  |
| |  |
| 23 • Anthony Mandrea · 15 • Rayan Aït-Nouri · 21 • Ramy Bensebaïni 50e · 2 • Aïssa Mandi 14e · 20 • Youcef Atal · 8 • Nabil Bentaleb · 17 • Farès Chaïbi · 10 • Sofiane Feghouli 74e · 7 • Riyad Mahrez 74e · 19 • Amine Gouiri 46e · 13 • Islam Slimani 17e · |  |
| Remplaçants : |  |
| 4 • Mohamed Tougaï 14e · 18 • Mohammed Amoura 17e 76e · 14 • Hicham Boudaoui 46e · 6 • Ramiz Zerrouki 74e · 22 • Adam Ounas 74e · |  |
| Sélectionneur : |  |
| Djamel Belmadi |  |

## Statistiques

### Temps de jeu des joueurs
| Joueurs                                                        |                 |                 |                 |                 |                 |                 |                 |                 |                 |                 |
| Gardiens de but                                                | Gardiens de but | Gardiens de but | Gardiens de but | Gardiens de but | Gardiens de but | Gardiens de but | Gardiens de but | Gardiens de but | Gardiens de but | Gardiens de but |
| -------------------------------------------------------------- | --------------- | --------------- | --------------- | --------------- | --------------- | --------------- | --------------- | --------------- | --------------- | --------------- |
| Anthony Mandrea (SM Caen)                                      | 90              |                 | 90              |                 | 90              | 90              | 90              | 90              | 90              | 90              |
| Moustapha Zeghba (Damac FC)                                    |                 | 90              |                 | 90              |                 |                 |                 |                 |                 |                 |
| Défenseurs                                                     |                 |                 |                 |                 |                 |                 |                 |                 |                 |                 |
| Rayan Aït-Nouri (Wolverhampton Wanderers)                      | 90              |                 |                 |                 | 90              | 90              |                 |                 |                 | 90              |
| Ahmed Touba (İstanbul Başakşehir) (US Lecce)                   | 46              |                 |                 | 90              |                 |                 | 90              | 63              |                 |                 |
| Aïssa Mandi (Villarreal CF)                                    | 90              |                 |                 | 90              | 90              | 90              | 78              | 90              | 90              | 14              |
| Mehdi Léris (UC Sampdoria)                                     | 90              |                 |                 | 16              |                 |                 |                 |                 |                 |                 |
| Ramy Bensebaïni (Borussia Mönchengladbach) (Borussia Dortmund) | 44              | 90              | 90              |                 |                 | 90              | 90              | 90              |                 | 90              |
| Mohamed Tougaï (ES Tunis)                                      |                 | 90              |                 | 90              | 90              |                 | 12              |                 | 90              | 76              |
| Kévin Guitoun (SC Bastia) (FC Metz)                            |                 | 90              |                 | 74              | 90              |                 | 17              |                 | 44              |                 |
| Jaouen Hadjam (FC Nantes)                                      |                 | 90              | 90              |                 |                 |                 |                 |                 |                 |                 |
| Zineddine Belaïd (USM Alger)                                   |                 |                 | 90              |                 |                 |                 |                 |                 |                 |                 |
| Haïthem Loucif (USM Alger)                                     |                 |                 | 90              |                 |                 |                 |                 |                 |                 |                 |
| Youcef Atal (OGC Nice)                                         |                 |                 |                 |                 |                 | 90              | 73              | 90              | 46              | 90              |
| Yasser Larouci (Sheffield United)                              |                 |                 |                 |                 |                 |                 |                 | 27              | 90              |                 |
| Milieux de terrain                                             |                 |                 |                 |                 |                 |                 |                 |                 |                 |                 |
| Nabil Bentaleb (Angers SCO) (LOSC Lille)                       | 78              | 26              | 25              | 90              |                 |                 |                 |                 |                 | 90              |
| Hicham Boudaoui (OGC Nice)                                     | 46              |                 |                 |                 | 19              | 1               |                 |                 | 29              | 44              |
| Ismaël Bennacer (AC Milan)                                     | 90              | 64              |                 |                 |                 |                 |                 |                 |                 |                 |
| Farès Chaïbi (Toulouse FC) (Eintracht Francfort)               | 21              | 90              |                 | 85              | 90              | 89              | 23              | 90              | 61              | 90              |
| Ramiz Zerrouki (FC Twente) (Feyenoord Rotterdam)               |                 | 81              |                 | 59              | 18              | 90              | 67              | 75              | 90              | 16              |
| Abdelkahar Kadri (KV Courtrai)                                 |                 | 9               |                 |                 | 71              |                 |                 |                 |                 |                 |
| Oussama Chita (USM Alger)                                      |                 |                 | 65              |                 |                 |                 |                 |                 |                 |                 |
| Haris Belkebla (Stade brestois)                                |                 |                 | 90              |                 |                 |                 |                 |                 |                 |                 |
| Himad Abdelli (Angers SCO)                                     |                 |                 | 65              | 5               | 68              |                 |                 |                 |                 |                 |
| Houssem Aouar (Olympique lyonnais) (AS Rome)                   |                 |                 | 25              | 31              |                 |                 | 90              | 27              | 90              |                 |
| Adem Zorgane (Charleroi SC)                                    |                 |                 |                 |                 | 72              | 6               |                 | 15              |                 |                 |
| Sofiane Feghouli (Fatih Karagümrük SK)                         |                 |                 |                 |                 |                 | 84              | 23              | 67              |                 | 74              |
| Attaquants                                                     |                 |                 |                 |                 |                 |                 |                 |                 |                 |                 |
| Riyad Mahrez (Manchester City) (Al-Ahli FC)                    | 90              | 74              | 25              | 90              | 22              | 90              | 73              | 90              | 46              | 74              |
| Youcef Belaïli (AC Ajaccio)                                    | 69              | 26              |                 |                 |                 |                 |                 |                 |                 |                 |
| Andy Delort (FC Nantes)                                        | 46              | 74              |                 |                 |                 |                 |                 |                 |                 |                 |
| Mohammed Amoura (FC Lugano) (Union Saint-Gilloise)             | 44              | 16              | 70              | 16              | 22              | 17              | 73              | 23              | 44              | 73              |
| Baghdad Bounedjah (Al-Sadd SC)                                 | 44              | 64              |                 | 31              |                 | 73              |                 |                 | 68              |                 |
| Badredine Bouanani (OGC Nice)                                  | 12              | 16              | 65              |                 | 68              |                 | 17              |                 |                 |                 |
| Islam Slimani (RSC Anderlecht) (Coritiba FC)                   |                 |                 | 20              | 59              |                 |                 | 90              | 22              | 22              | 17              |
| Aymen Mahious (USM Alger) (Yverdon-Sport FC)                   |                 |                 | 70              |                 | 68              |                 |                 |                 |                 |                 |
| Saïd Benrahma (West Ham United)                                |                 |                 | 20              | 74              | 22              | 90              | 17              | 63              |                 |                 |
| Amine Gouiri (Stade rennais FC)                                |                 |                 |                 |                 |                 |                 | 67              | 68              | 46              | 46              |
| Adam Ounas (LOSC Lille)                                        |                 |                 |                 |                 |                 |                 |                 |                 | 44              | 16              |

- Les nombres présents dans chaque case de la matrice représentent le nombre de minutes jouées par le joueur lors de ce match.

### Buteurs
3 but    
- Mohamed Amoura ( Ouganda × 2) ( Cap-Vert)
- Islam Slimani ( Cap-Vert) ( Égypte) ( Somalie)

2 but   
- Riyad Mahrez ( Niger) ( Tunisie)
- Houssem Aouar ( Cap-Vert × 2)
- Baghdad Bounedjah ( Niger) ( Somalie)
- Farès Chaïbi ( Sénégal) ( Mozambique)
- Ramiz Zerrouki ( Cap-Vert) ( Mozambique)

Contre son camp  (csc)
- Alhassane
- Abdi

### Passeurs décisifs
5 passe 
- Riyad Mahrez
  -  Niger : à Baghdad Bounedjah
  -  Ouganda : à Mohamed Amoura
  -  Sénégal : à Farès Chaïbi
  -  Cap-Vert : à Mohamed Amoura
  -  Cap-Vert : à Ramiz Zerrouki

2 passe 
- Youcef Atal
  -  Cap-Vert : à Houssem Aouar
  -  Égypte : à Islam Slimani

1 passe 
- Badredine Bouanani
  -  Niger : à Riyad Mahrez
- Islam Slimani
  -  Cap-Vert : à Houssem Aouar
- Adam Ounas
  -  Somalie : à Islam Slimani
- Mohammed Amoura
  -  Mozambique : à Ramiz Zerrouki

### Cartons jaunes
2 cartons jaunes  
- Ramiz Zerrouki (47e  Tunisie) (80e  Tanzanie)
- Ramy Bensebaïni (69e  Égypte) (50e  Mozambique)
- Mohamed Amoura (90+3e  Tanzanie) (76e  Mozambique)

1 carton jaune 
- Andy Delort (27e  Niger)
- Ismaël Bennacer (42e  Niger)
- Nabil Bentaleb (84e  Niger)
- Anthony Mandrea (90+1e  Ouganda)
- Himad Abdelli (90+6e  Tunisie)
- Rayan Aït-Nouri (54e  Sénégal)
- Ahmed Touba (46e  Égypte)
- Youcef Atal (84e  Égypte)

## Maillot
L'équipe d'Algérie porte en 2023 un maillot confectionné par l'équipementier Adidas.
| Couleurs | Blanc et Vert |           |           |           |
| Marque   | Adidas        |           |           |           |
| Domicile | Extérieur     | Gardien 1 | Gardien 2 | Gardien 3 |

## Aspects socio-économiques

### Audiences télévisuelles
| Jour de diffusion | Match                | Compétition                              | Diffuseur                        |
| ----------------- | -------------------- | ---------------------------------------- | -------------------------------- |
| 23 mars 2023      | Algérie – Niger      | Qualifications à la Coupe d'Afrique 2023 | ENTV BeIn Sports                 |
| 27 mars 2023      | Niger – Algérie      | Qualifications à la Coupe d'Afrique 2023 | BeIn Sports                      |
| 18 juin 2023      | Ouganda – Algérie    | Qualifications à la Coupe d'Afrique 2023 | BeIn Sports                      |
| 20 juin 2023      | Algérie – Tunisie    | Amical                                   | ENTV El Wataniya 2               |
| 7 septembre 2023  | Algérie – Tanzanie   | Qualifications à la Coupe d'Afrique 2023 | ENTV BeIn Sports                 |
| 12 septembre 2023 | Sénégal – Algérie    | Amical                                   | ENTV                             |
| 12 octobre 2023   | Algérie – Cap-Vert   | Amical                                   | ENTV                             |
| 16 octobre 2023   | Égypte – Algérie     | Amical                                   | ENTV OnTime Sports 1 AD Sports 1 |
| 16 novembre 2023  | Algérie – Somalie    | Qualifications à la Coupe du monde 2026  | ENTV SSC EXTRA 1                 |
| 19 novembre 2023  | Mozambique – Algérie | Qualifications à la Coupe du monde 2026  | ENTV SSC Sports 1                |